# سامرتون، سافک
سامرتون (به انگلیسی: Somerton) یک روستا و محله مدنی در بریتانیا است که در Babergh واقع شده‌است. سامرتون ۲۱۲ نفر جمعیت دارد.